# Algoritmo de Peterson
El algoritmo de Peterson, también conocido como solución de Peterson, es un algoritmo de programación concurrente para exclusión mutua, que permite a dos o más procesos o hilos de ejecución compartir un recurso sin conflictos, utilizando sólo memoria compartida para la comunicación.
Gary L. Peterson desarrolló en 1981 el algoritmo básico para dos procesos, como una simplificación del algoritmo de Dekker. El algoritmo básico puede generalizarse fácilmente a un número arbitrario de procesos.

## Algoritmo para dos procesos
```
  
bandera
[
0
]
 
=
 
false

  
bandera
[
1
]
 
=
 
false

  
turno
      
// No es necesario asignar un turno

  
p0
:
 
bandera
[
0
]
 
=
 
true
                      
p1
:
 
bandera
[
1
]
 
=
 
true

      
turno
 
=
 
1
                                 
turno
 
=
 
0

      
while
(
 
bandera
[
1
]
 
&&
 
turno
 
==
 
1
 
);
        
while
(
 
bandera
[
0
]
 
&&
 
turno
 
==
 
0
 
);

      
//{ no hace nada; espera. }               //{ no hace nada; espera. }

      
// sección crítica                        // sección crítica

                                           

      
// fin de la sección crítica              // fin de la sección crítica

      
bandera
[
0
]
 
=
 
false
                        
bandera
[
1
]
 
=
 
false

```

Los procesos p0 y p1 no pueden estar en la sección crítica al mismo tiempo: si p0 está en la sección crítica, entonces bandera[0] = true, y ocurre que bandera[1] = false, con lo que p1 ha terminado la sección crítica, o que la variable compartida turno = 0, con lo que p1 está esperando para entrar a la sección crítica. En ambos casos, p1 no puede estar en la sección crítica.

## Algoritmo para N procesos
```
// Variables compartidas

bandera
:
 
array
[
0.
.
N
-1
]
 
of
 
-1.
.
n
-2
;
 
/* inicializada a –1 */

turno
:
 
array
[
0.
.
N
-2
]
 
of
 
0.
.
n
-1
;
 
/* inicializada a 0 */

// Protocolo para Pi ( i=0,...,N-1 )

j
:
0.
.
N
-2
;
 
/* variable local indicando la etapa */

for
 
j
 
=
 
0
 
to
 
N
-2

{

   
bandera
[
i
]
 
=
 
j
;

   
turno
[
j
]
 
=
 
i
;

   
while
 
[(
∃
 
k
 
≠
 
i
 
:
 
bandera
[
k
]
 
≥
 
j
)
 
∧
 
(
turno
[
j
]
 
==
 
i
)]
 
do
;
 

}

<
sección
 
crítica
>

bandera
[
i
]
 
=
 
-1
;

```